# Tabwakea
Tabwakea é a maior vila de Quiribáti, localizada na ilha de Quiritimati, dentro do grupo das Espórades Equatoriais (ou Ilhas da Linha). Em 2005 tinha uma população de 1.881 pessoas. Em 2010 tinha uma população de 2.311, em 2015 tinha 3.001 e 3.537 em 2020.